# Gillois
Gillois ist eine französische Gemeinde im Département Jura in der Region Bourgogne-Franche-Comté.

## Geographie
Gillois liegt auf 820 m, etwa acht Kilometer östlich der Stadt Champagnole (Luftlinie). Das Bauerndorf erstreckt sich im Jura, in einer Mulde am Rand der östlich an das Val de Sirod anschließenden Hochfläche, nahe der Quelle des Ain.
Die Fläche des 9,65 km² großen Gemeindegebiets umfasst einen Abschnitt des französischen Juras. Der Hauptteil des Gebietes wird von der Hochfläche eingenommen, die durchschnittlich auf 860 m liegt. Sie steigt gegen Südosten allmählich an, weist nur sehr geringe Reliefunterschiede auf und zeigt ein lockeres Gefüge von Ackerland, Wiesland und Wald. Auf einer Kuppe bei der Flur Coteau de l’Araignée wird mit 958 m die höchste Erhebung von Gillois erreicht. Einziges Fließgewässer ist der Ruisseau de Combe Bernard, der das Gebiet zum Ain entwässert. Im Westen reicht das Gemeindeareal bis in das Talbecken des Val de Sirod hinunter.
Zu Gillois gehören der Weiler Gilleret (801 m) am Hang östlich des Val de Sirod sowie einige Einzelhöfe. Nachbargemeinden von Gillois sind Conte und La Favière im Norden, Billecul und Arsure-Arsurette im Osten, Bief-des-Maisons und Les Chalesmes im Süden sowie Sirod im Westen.

## Geschichte
Erstmals urkundlich erwähnt wird Gillois im 13. Jahrhundert. Der Ort gehörte im Mittelalter zur Baronie von Château-Vilain. Zusammen mit der Franche-Comté gelangte das Dorf mit dem Frieden von Nimwegen 1678 an Frankreich.

## Sehenswürdigkeiten
Die auf einer aussichtsreichen Anhöhe westlich des Dorfes stehende Kirche von Gillois wurde im 17. Jahrhundert erbaut.

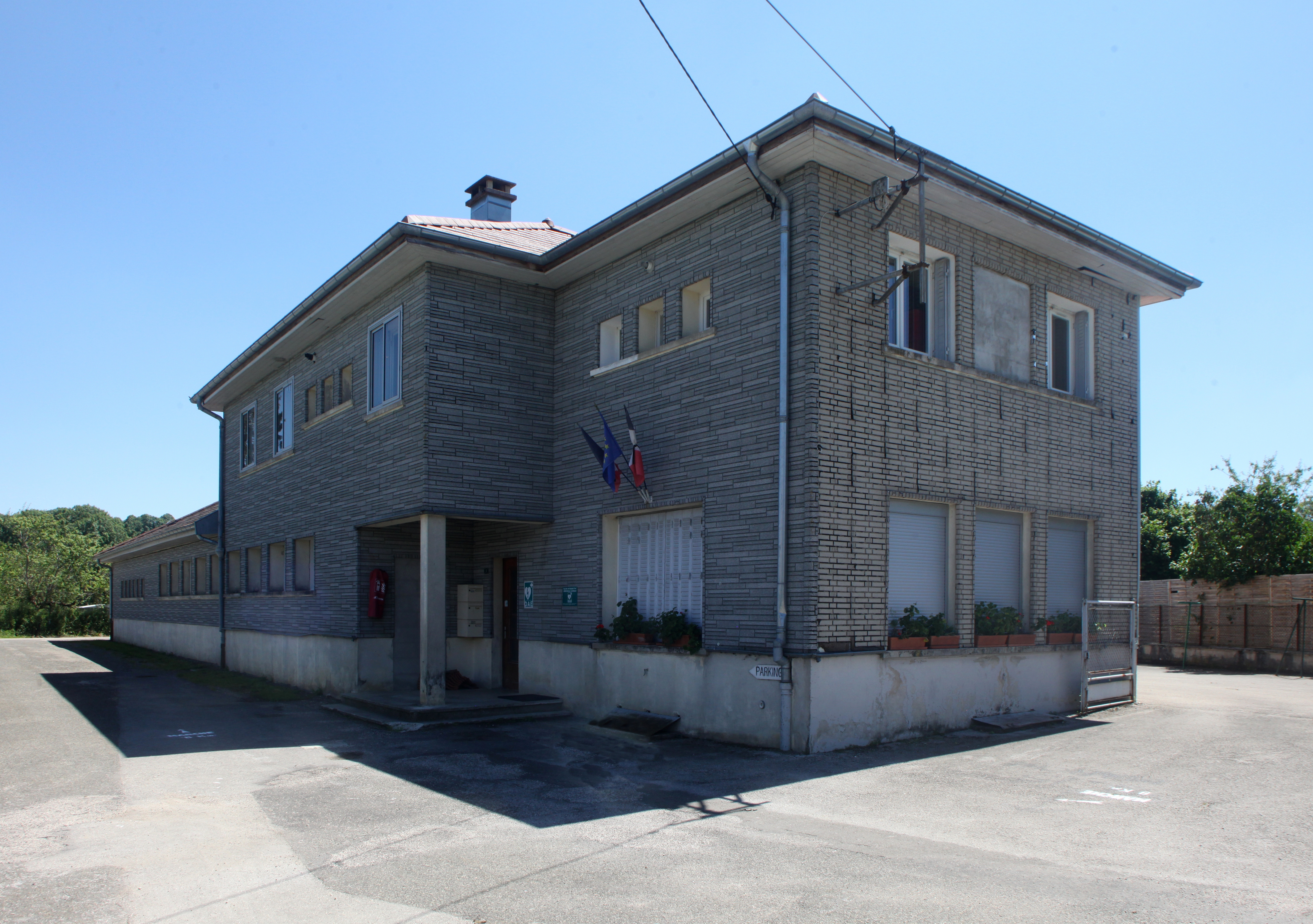
Mairie Gillois
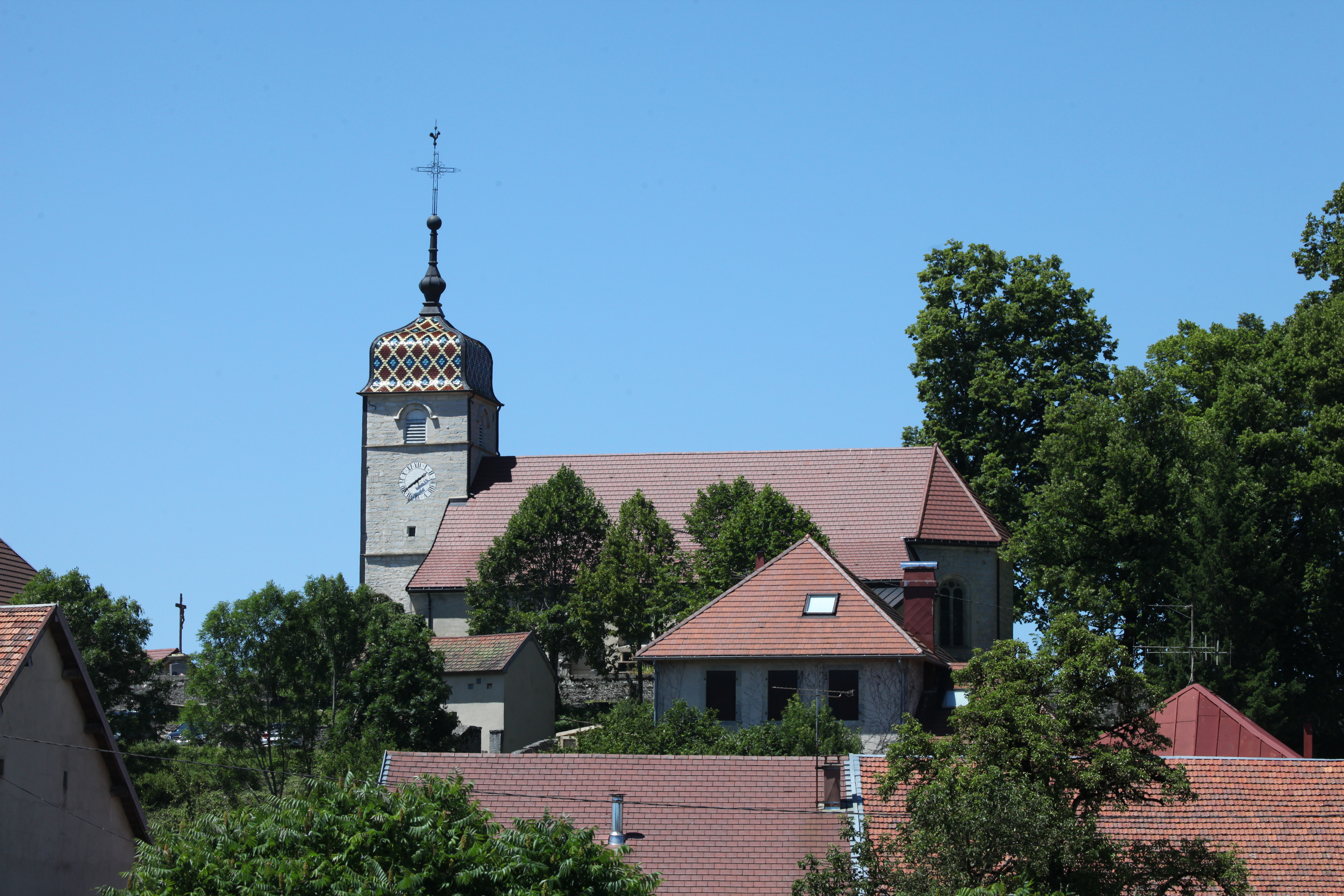
Kirche Mariä Geburt

## Bevölkerung
| Jahr                       | 1962 | 1968 | 1975 | 1982 | 1990 | 1999 | 2007 | 2018 |
| Einwohner                  | 182  | 141  | 127  | 130  | 115  | 119  | 145  | 136  |
| Quellen: Cassini und INSEE |      |      |      |      |      |      |      |      |

Mit 128 Einwohnern (Stand 1. Januar 2022) gehört Gillois zu den kleinsten Gemeinden des Départements Jura. Nachdem die Einwohnerzahl in der ersten Hälfte des 20. Jahrhunderts markant abgenommen hatte (1886 wurden noch 420 Personen gezählt), wurden seit Beginn der 1970er Jahre nur noch geringe Schwankungen verzeichnet.

## Wirtschaft und Infrastruktur
Gillois war bis weit ins 20. Jahrhundert hinein ein vorwiegend durch die Landwirtschaft, insbesondere Milchwirtschaft und Viehzucht geprägtes Dorf. Noch heute leben die Bewohner zur Hauptsache von der Tätigkeit im ersten Sektor. Außerhalb des primären Sektors gibt es nur wenige Arbeitsplätze im Dorf. Einige Erwerbstätige sind auch Wegpendler, die in den umliegenden größeren Ortschaften ihrer Arbeit nachgehen.
Die Ortschaft liegt abseits der größeren Durchgangsstraßen an einer Departementsstraße, die von Nozeroy nach Les Planches-en-Montagne führt. Weitere Straßenverbindungen bestehen mit Sirod und Arsure-Arsurette.